# The Blue Aeroplanes
The Blue Aeroplanes sono un gruppo alternative rock inglese originario di Bristol fondato nel 1981 dai fratelli Gerard e John Langley e dal ballerino Wojtek Dmochowski, tutti già membri di un gruppo art new wave, gli Art Objects attivo tra il 1978 ed il 1981.
Il loro stile sperimentale e sempre lontano dalle mode del momento raccoglie molte influenze, dalla psichedelia al jazz al folk, ed è stato definito dal critico Piero Scaruffi come rap/folk d'avanguardia e anticipatore del cosiddetto rogue folk.
Tra gli album quello più noto è Swagger del 1990 a cui ha partecipato Michael Stipe dei R.E.M.  e da cui è stato estratto il singolo Jacket Hangs di discreto successo.

## Formazione
- Gerard Langley
- John Langley
- Wojtek Dmochowski
- Rodney Allen
- Gerard Starkie
- Max Noble
- Chris Sharp
- Rita Lynch
- Angelo Bruschini

## Discografia

### Album
- Bop Art, 1984, LP, Party
- Tolerance, 1985, LP, Fire
- Spitting Out Miracles, 1987, LP, Fire
- Friendloverplane, 1988, 2 LP, Fire
- Swagger, 1990, LP, Ensign
- World View Blue, 1990, CD, Chrysalis
- Beatsongs, 1991, LP, Ensign
- Friendloverplane 2, 1992, LP, Ensign
- Life Model, 1994, LP, Beggars Banquet
- Rough Music, 1995, LP, Beggars Banquet
- Fruit, 6/96, CD, Fire
- Weird Shit, 12/12/96, Cassetta, autoprodotto 2001, CD, Cargo UK
- Huh!: The Best, 1987-1992, 1997, CD, Chrysalis
- Warhol's 15 - The Best Of The Blue Aeroplanes 1985-1988, 2002, CD, Nectar
- Cavaliers & Roundheads, 2000, 2 CD, Swarf Finger
- Altitude, 2006, 1 CD, EMI/Harvest
- Harvester, 2007, 1 CD, EMI/Harvest

## Discografia di Gerard Langley
- Siamese Boyfriends (1986) con Ian Kearey